# ذخيرة مركزية
الذخيرة المركزية أو الخراطيش مركزية الأشتعال هو نوع من الخراطيش المعدنية المستخدمة في الأسلحة النارية، حيث يقع الصاعق في منتصف قاعدة غلافها وعلى عكس ذخيرة الحافة النارية، فإن صاعق مركز الإشعال هو عادةً مكون منفصل يقع في تجويف غائر (يُعرف باسم جيب الصاعق) في رأس العلبة ويمكن استبداله عن طريق إعادة تحميل الخرطوشة.

مقارنة بين الاشتعال المركزي والاشتعال الدائري

حلت خراطيش الإشعال المركزية محل خراطيش الحافة النارية، باستثناء بعض العيارات الصغيرة. تستخدم غالبية المسدسات والبنادق اليوم ذخيرة الحافة النارية، باستثناء بعض خراطيش المسدسات والبنادق ذات الحافة النارية عيار 17 و 20 و 22 ، وعدد قليل من خراطيش البنادق ذات العيار الصغير ( المخصصة بشكل أساسي للاستخدام في مكافحة الآفات ) ، وحفنة من ذخيرة الحافة النارية والدبوسية القديمة لإجراءات الأسلحة النارية المختلفة.

## أقرأ
- حافة الأسلحة النارية
- ذخيرة الحافة النارية